# Sassey
Sassey là một xã thuộc tỉnh Eure trong vùng Normandie miền bắc nước Pháp.